# Mastophora abalosi
Mastophora abalosi är en spindelart som beskrevs av Urtubey och Báez 1983. Mastophora abalosi ingår i släktet Mastophora och familjen hjulspindlar. Inga underarter finns listade i Catalogue of Life.